# San Martín (San Luis)
San Martín oder Libertador General San Martín ist die Hauptstadt des Departamento Libertador General San Martín in der Provinz San Luis im Westen Argentiniens. Sie liegt 160 Kilometer nördlich der Provinzhauptstadt San Luis, erreichbar über die Ruta Provincial 2 und Ruta Provincial 20.

## Sehenswertes
- Capilla Nuestra Señora de Santa Bárbara. Die Gründungskapelle des Ortes, bekannt für die größte Glocke der Provinz.
- Museo Arqueológico Municipal Polifacético. Das kommunale, archäologische Museum.
- Cerro Blanco. Gipfel mit Panoramablick, geeignet für Abenteuertourismus, Trekking Rappel, Wandern und Reiten.
- Dique La Huertita. Der 14 Kilometer lange Stausee ist ideal für Wassersport und Sportfischen. Die lokalen Clubs bieten Sportfischern Übernachtungsmöglichkeiten.
- Quebrada de San Vicente. Schlucht mit üppiger Vegetation, die von Arroyo San Vicente durchflossen wird.

## Trivia
Der Ort ist Namensgeber für das lokal vorkommende und dort erstmals entdeckte Mineral Sanmartinit.